# Huaca Esmeralda
Huaca La Esmeralda (o anche Huaca Esmeralda) è un sito archeologico risalente alla civiltà dei Chimu. È localizzato in Perù nei pressi della città di Trujillo. È stato stimato che questa costruzione risalga all'inizio della civiltà dei Chimu, ed era in stretto collegamento con la capitale Chan Chan. Occupa un'area di circa 2.600 metri quadrati.

## Il santuario dei Chimu
Testi del passato fanno capire che questo edificio fosse un santuario, in cui era presente il sacerdote supremo della zona di Mansiche. È costruita su due piani, collegati da una ripida scalinata. Sono presenti molte figure zoomorfe e geometriche, scolpite in rilievo nella roccia. Sono stati effettuati pochi studi su questo sito, per tanto non siamo a conoscenza dell'origine del nome (tradotto, "Huaca La Esmeralda" significa "Tazza cerimoniale di Esmeralda").